# Jack Mezirow
Jack Mezirow (1923 - 24 de septiembre de 2014) era un sociólogo americano y profesor emérito de "Adult and Continuing Education" en la Universidad de Profesores, Universidad de Columbia.

## Trabajo
Mezirow Estuvo se basó en el trabajo de Paulo Freire  y Jürgen Habermas. Fue ampliamente reconocido como el fundador del concepto de teoría del aprendizaje transformativo. Uno de los puntos principales de su trabajo sobre esta teoría es la división del conocimiento en tres tipos diferentes:
- Instrumental
- Comunicativo
- Emancipador

Los dos primeros son considerados los más comunes tipos de conocimiento técnico y práctico, especialmente la llamada dimensión emacipadora, en la que propone que todo el mundo tiene el potencial para liberarse de su propia situación y transformar su propia vida. Esto requiere un conocimiento de sus condiciones de vida actuales.